# Dermot Keely
Dermot Keely (Dublino, 8 marzo 1954) è un allenatore di calcio ed ex calciatore irlandese, di ruolo difensore.

## Biografia
È figlio dell'ex centrocampista dello Shelbourne Peter Keely.
Era il padre di Alan, anche lui calciatore con 61 presenze all'attivo nello Shelbourne, morto nel il 3 maggio 2021 all'età di 38 anni per cause naturali.
Fino al 2011, ha svolto la professione insegnante di matematica a Dublino. Dopo alcuni anni si trasferì Lanzarote, dove aprì un bar.

## Carriera

### Calciatore
Ha totalizzato 292 presenze e 15 reti in quindici stagioni della massima divisione calcistica d'Irlanda vincendo numerosi trofei, fra cui cinque edizioni della coppa nazionale e altrettante edizioni del campionato, di cui quattro consecutive con la maglia dello Shamrock Rovers. Ha avuto un'esperienza anche all'estero con il Glentoran, vincendo l'edizione 1982-83 della coppa nazionale.
Nel corso della sua carriera disputato 20 gare nelle competizioni UEFA per club, di cui 14 in Coppa dei Campioni.

### Allenatore
Iniziò la carriera di allenatore parallelamente a quella di giocatore allenando inizialmente l'UCD nel 1983 per poi assumere, tre anni dopo, la guida dello Shamrock Rovers dando seguito alla scia di titoli consecutivi vinti dagli Hoops.
Divenuto allenatore a tempo pieno nel 1990, fino al suo ritiro avvenuto l'11 giugno 2010 allenò quasi sempre squadre della massima divisione irlandese, vincendo tre edizioni del campionato con il Dundalk e lo Shelbourne ed avanzando, con questi ultimi, nei turni preliminari della Champions League 2000-2001.

## Palmarès

### Calciatore
- Campionato irlandese: 5

Dundalk: 1978-1979
Shamrock Rovers: 1983-1984,  1984-1985, 1985-1986, 1986-1987
- Coppa d'Irlanda: 5

Home Farm: 1974-1975
Dundalk: 1978-1979, 1980-1981
Shamrock Rovers: 1984-1985, 1985-1986
- Irish Cup: 1

Glentoran: 1982-1983
- League of Ireland Cup: 1

Dundalk: 1980-1981

### Allenatore
- Campionato irlandese: 5

Shamrock Rovers: 1986-1987
Dundalk: 1994-1995
Shelbourne: 1999-2000, 2001-2002
- Coppa d'Irlanda: 2

Shamrock Rovers: 1986-1987
Shelbourne: 1999-2000